# 안산부령
안산부령 이득길(安山副令 李得吉, 1612년 ∼ ?년)은 조선중기의 왕족으로 덕흥대원군의 증손이며, 종실 연성수 이복령(蓮城守 李福齡)의 8남이다.

## 생애
조선 중기의 왕족으로 본관은 전주, 휘는 득길(得吉)이다. 덕흥대원군의 증손이며, 선조의 백형 하원군의 손자이다. 아버지는 종실 연성수 이복령(蓮城守 李福齡)이고, 어머니는 연생(蓮生)이다.
부인은 안동인(安東人) 김정(金精)의 딸로 순인 안동김씨(順人 安東金氏)이다.
연성수의 8남으로 임자(壬子) 1612년(광해 4)에 탄생하였다. 1639년(인조 17) 6월 5일 안산부령(安山副令)에 봉작받고, 1659년(현종 즉위년) 12월 26일 재상종제(在喪終制)를 맡쳤다.
1676년(숙종 2) 11월 21일 종신으로 영의정 허적(許積) 등과 참석해 주강(晝講)을 행하였다.
근절랑(謹節郞) 안산부령(安山副令)에 봉작받고 별세하여 인천광역시 남동구 만수동 담방리 산록 오좌로 예장하였다.

## 가족관계
- 아버지 : 연성수 이복령(蓮城守 李福齡)
- 어머니(계모) : 신인 안동권씨(愼人 安東權氏, 1575년 - 1657년), 안동인(安東人) 권응성(權應星)의 딸.
- 어머니(생모) : 연생(蓮生)
- 부인 : 순인 안동김씨(順人 安東金氏, 1611년 - ?년), 안동인(安東人) 김정(金精)의 딸.
  - 아들(양자) : 이장한(李章漢), 이복형 종실 계양령 이예길(桂陽令 李禮吉)의 2남.
- 후실
  - 2남 : 이선한(李善漢)